# 弗兰克·法里安

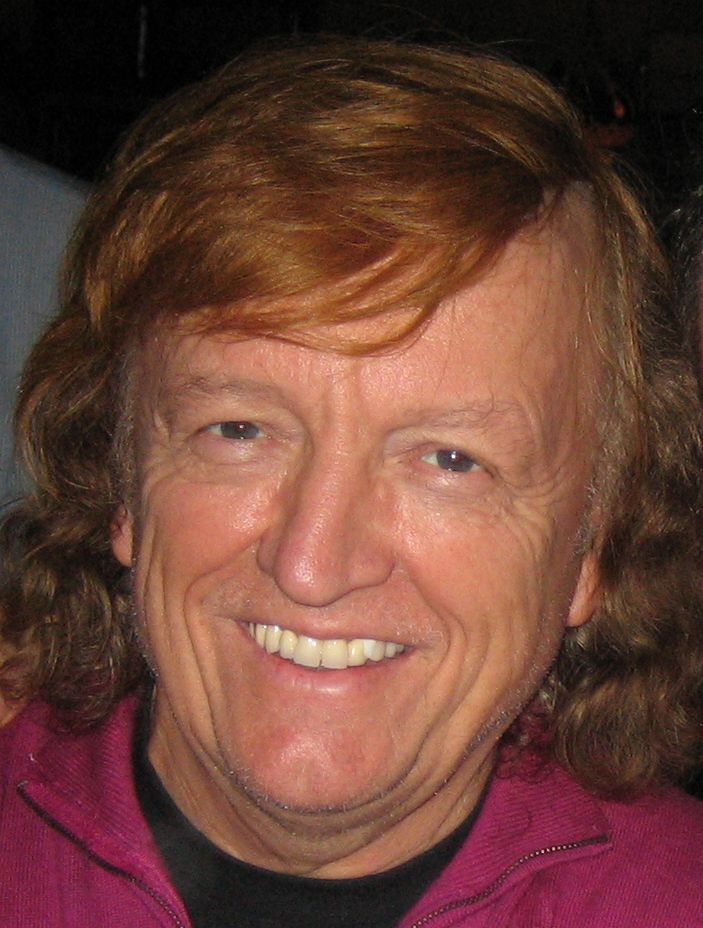
弗兰克·法里安

弗兰克·法里安（1941年7月18 日 - 2024年1月23日） ，是一位德国唱片制作人和歌手，他參與創建波尼M合唱團以及米利瓦尼利。 
晚年，法里安在美国佛罗里达州迈阿密定居， 並最終在邁阿密去世。